# Lockheed T-33 Shooting Star
Lockheed T-33 Shooting Star (hay T-Bird) là một loại máy bay huấn luyện phản lực của Hoa Kỳ. Do hãng Lockheed thiết kế chế tạo, bay thử lần đầu năm 1948, do phi công Tony LeVier điều khiển. T-33 được phát triển từ Lockheed P-80/F-80. Hải quân Hoa Kỳ sử dụng với tên gọi TO-2 sau đó là TV-2, và sau năm 1962 là T-33B. Dù đã cũ, nhưng T-33 hiện vẫn đang được sử dụng ở nhiều nơi trên thế giới.

## Biến thể
TP-80C

### Không quân Hoa Kỳ
T-33A
AT-33A
DT-33A
NT-33A
QT-33A
RT-33A

### Hải quân và Thủy quân lục chiến Hoa Kỳ
TO-1/TV-1
TO-2
TV-2
TV-2D
TV-2KD
T-33B
DT-33B
DT-33C

### Canada
T-33AN/CT-133 Silver Star Mk 3

### Khác
L-245

## Quốc gia sử dụng
Bỉ

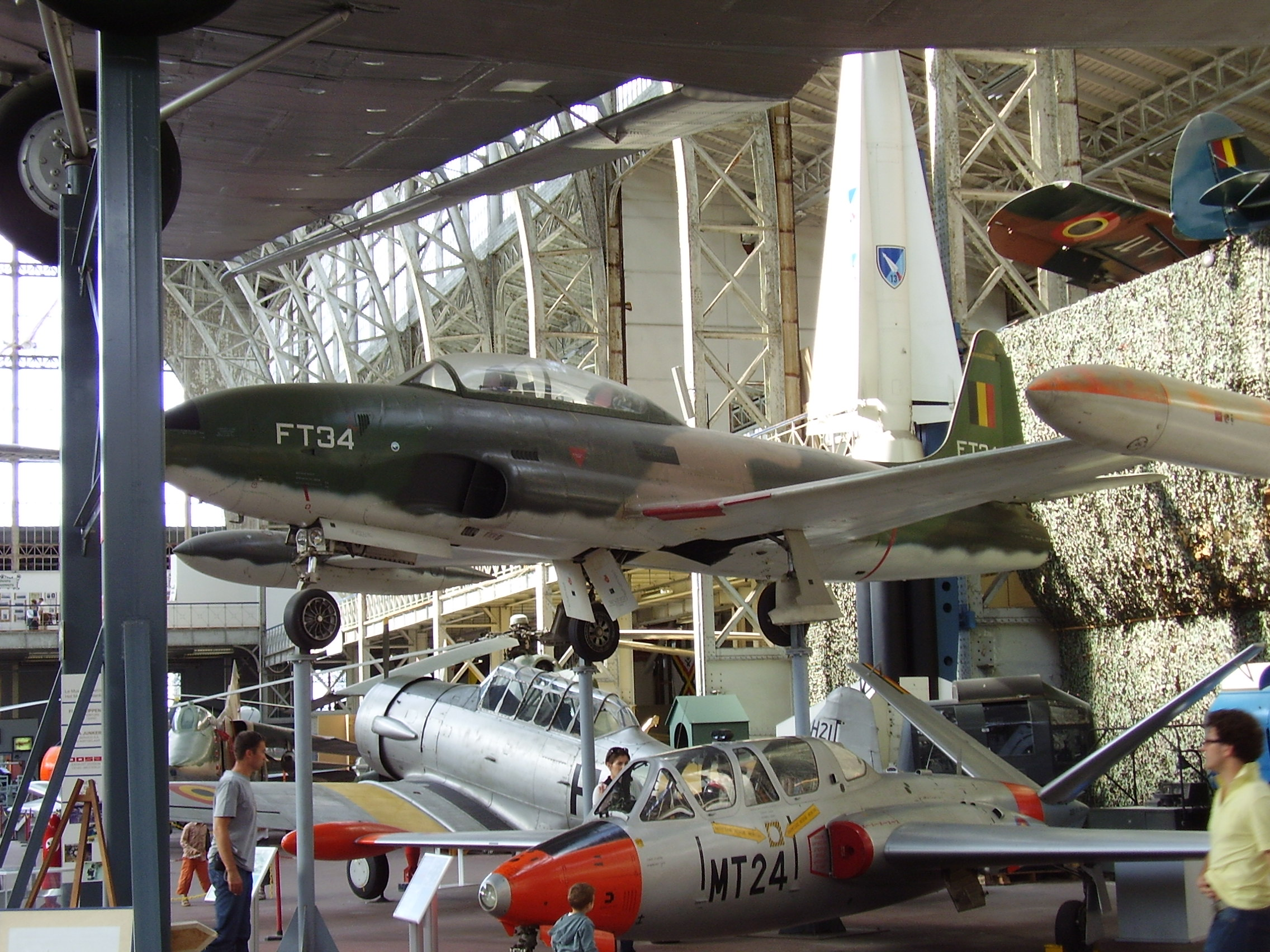
T-33 thuộc Không quân Bỉ

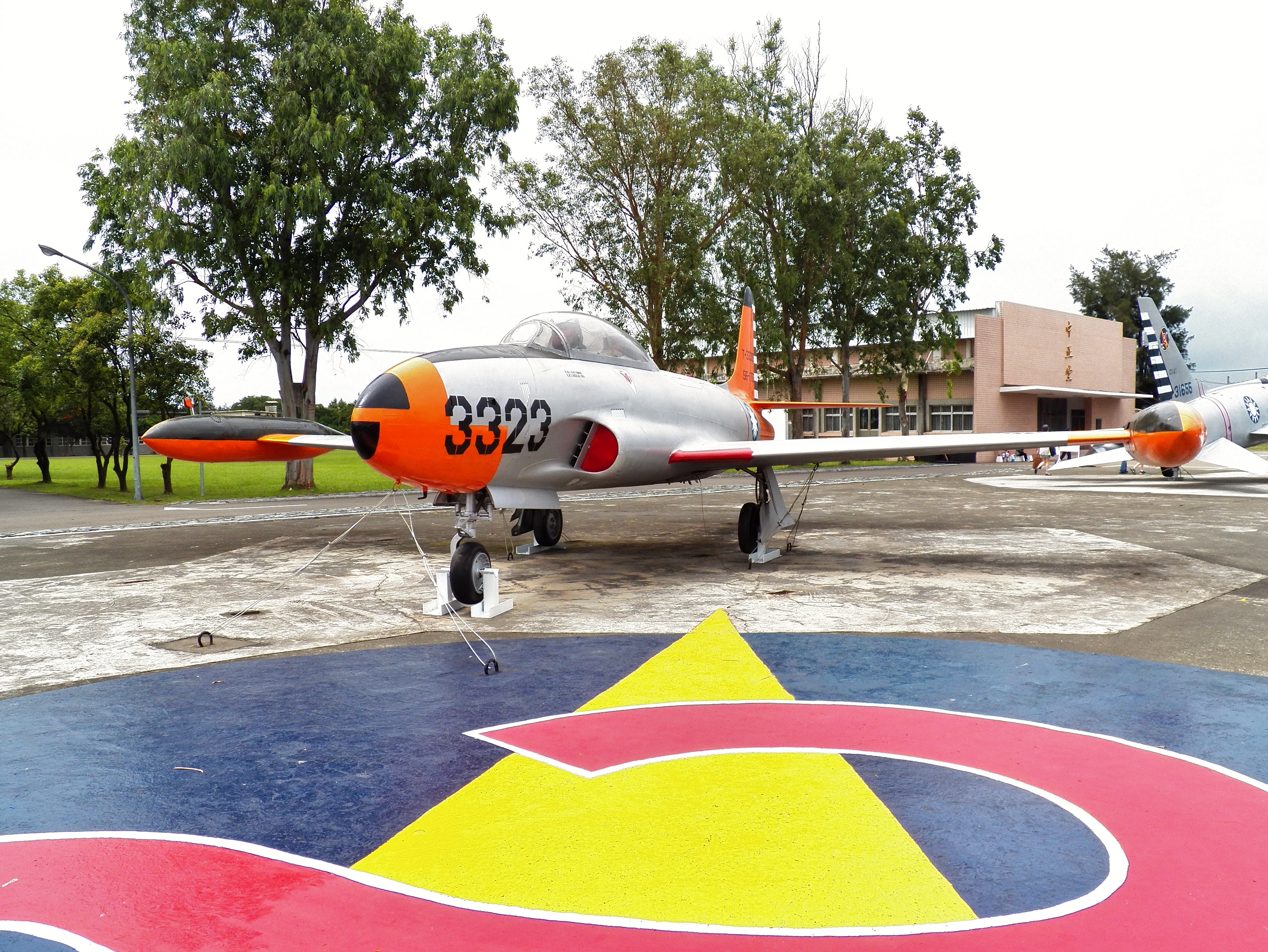
T-33 thuộc Không quân Đài Loan

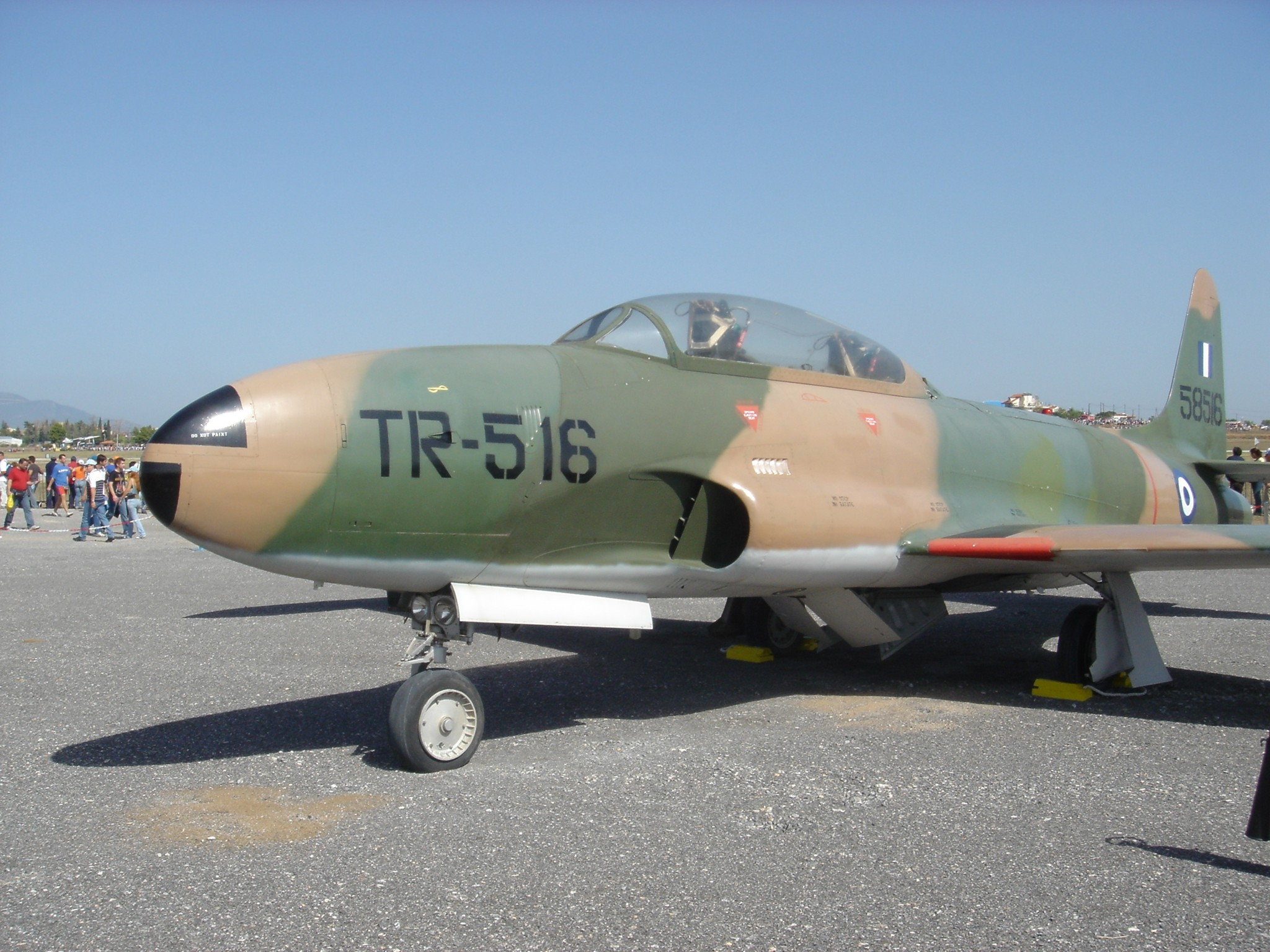
T-33 Shooting Star thuộc Không quân Hy Lạp

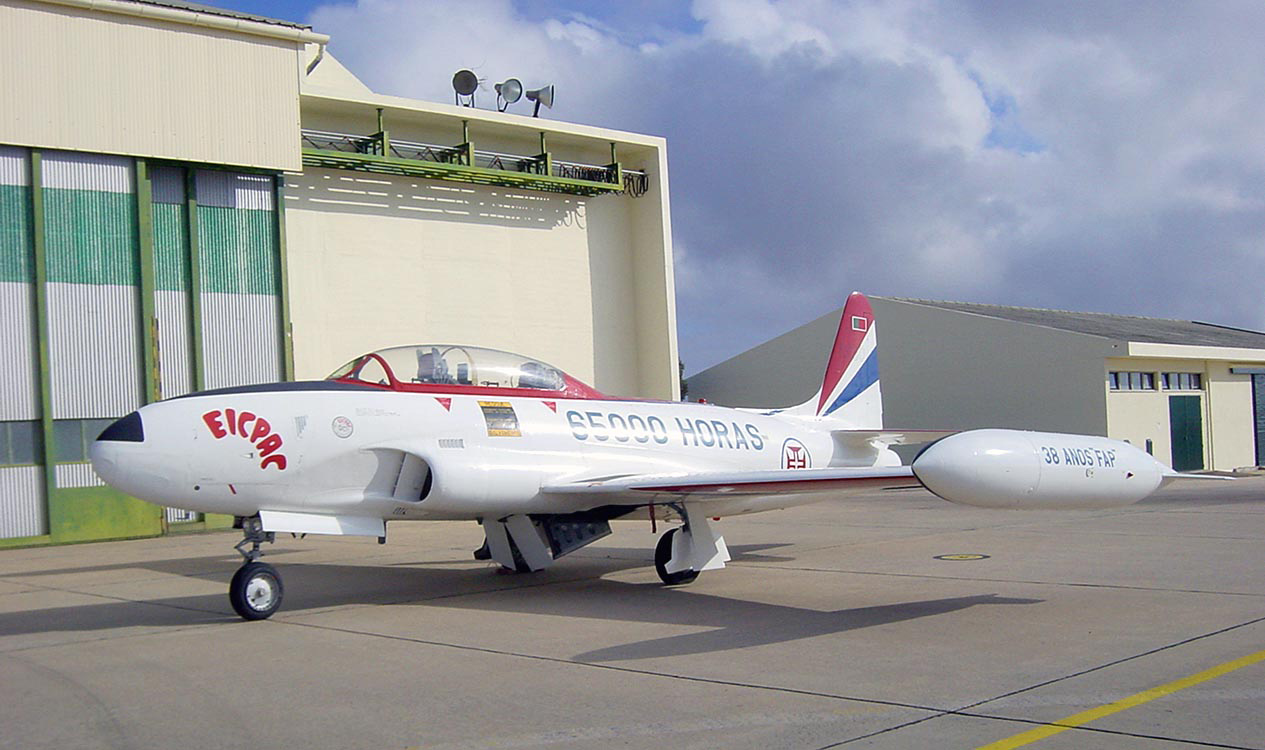
T-33 thuộc Không quân Bồ Đào Nha

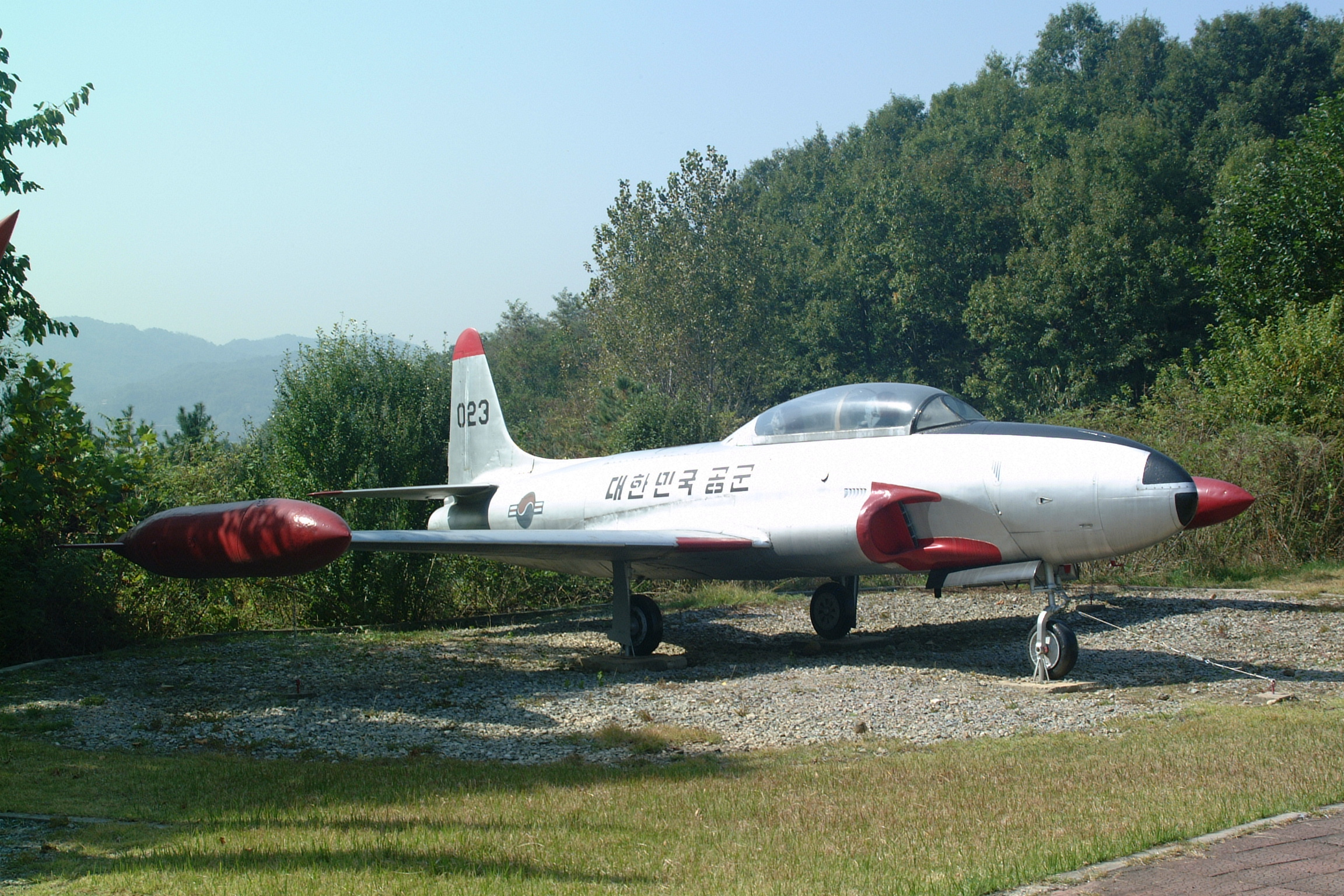
T-33 thuộc Không quân Hàn Quốc

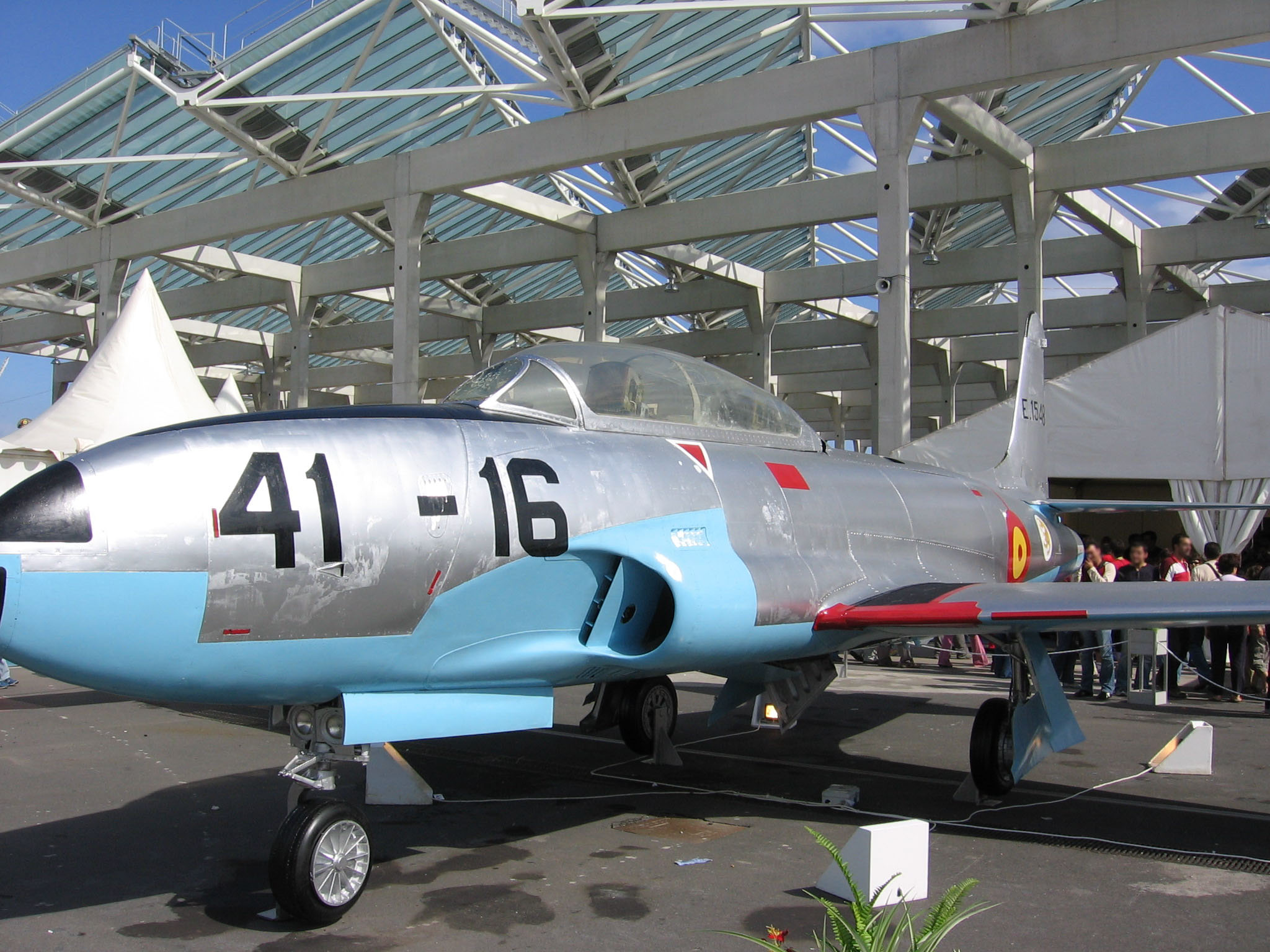
T-33 thuộc Không quân Tây Ban Nha

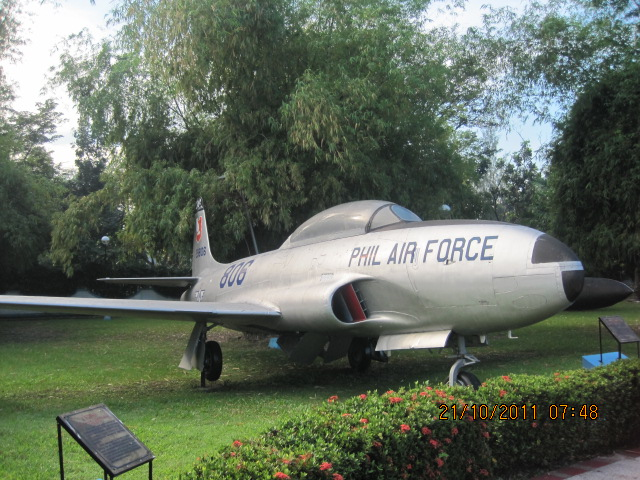
T-33 thuộc Không quân Philippine

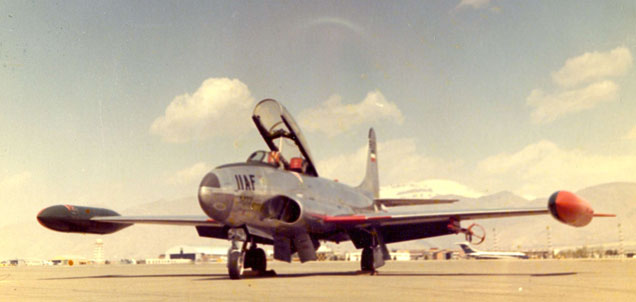
Lockheed T-33 Shooting Star thuộc Không quân Đế quốc Iran cũ (IIAF)

T-33 T-Bird thuộc Không quân Pháp năm tại căn cứ không quân 705 ở Tours

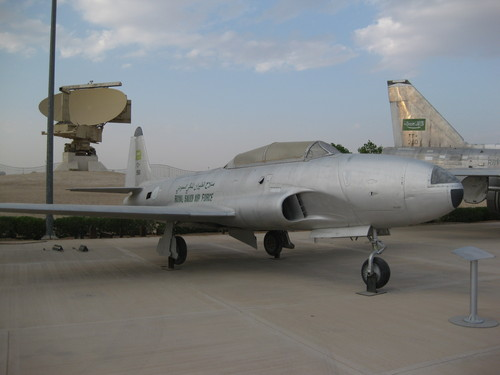
T-33 thuộc Saudi Arabia

- Không quân Bỉ (38 × T-33A, 1 × RT-33A từ năm 1952)

 Bolivia
- Không quân Bolivia 34 × T-33.

 Brasil
- Không quân Brazil

 Burma
 Canada—Xem Canadair T-33
- Không quân Hoàng gia Canada
- Hải quân Hoàng gia Canada
- Lực lượng vũ trang Canada
- Hội đồng Nghiên cứu Quốc gia

 Chile
 Đài Loan
- Không quân Cộng hòa Trung Hoa

 Colombia
- Không quân Colombia

 Cuba
- Không quân Cuba

 Đan Mạch
- Không quân Hoàng gia Đan Mạch

 Cộng hòa Dominica
- Không quân Dominica AT-33A-LO (AT-33 Silver Star)

 Ecuador
 El Salvador
 Pháp
 Đức
- Không quân Đức (Luftwaffe)

 Hy Lạp
- Không quân Hy Lạp

 Guatemala
 Honduras
 Indonesia
 Iran
 Ý
 Nhật Bản
- Lực lượng phòng vệ trên không Nhật Bản sử dụng T-33 do Kawasaki Heavy Industries Aerospace Company sản xuất từ năm 1956.[2]

 Libya
 México
- Không quân Mexicol:

 Hà Lan
- Không quân Hoàng gia Hà Lan

 Nicaragua
- Fuerza Aérea de Nicaragua

 Na Uy
- Không quân Hoàng gia Na Uy

 Pakistan
- Không quân Pakistan

 Paraguay
- Không quân Paraguay

 Perú
 Philippines
- Không quân Philippine

 Bồ Đào Nha
- Không quân Bồ Đào Nha

 Ả Rập Xê Út
 Singapore
- Không quân Cộng hòa Singapore:

 Hàn Quốc
- Không quân Hàn Quốc:

 Tây Ban Nha
- Không quân Tây Ban Nha

 Thái Lan
- Không quân Hoàng gia Thái Lan

 Thổ Nhĩ Kỳ
- Không quân Thổ Nhĩ Kỳ

 Hoa Kỳ
- Boeing Commercial Airplanes (2 Canadair T-33, N109X va N416X) [3]
- Không quân Hoa Kỳ
- Hải quân Hoa Kỳ
- Thủy quân Lục chiến Hoa Kỳ

 Uruguay
 Nam Tư

## Tính năng kỹ chiến thuật (T-33A)
Đặc điểm tổng quát
- Tổ lái: 2
- Chiều dài: 37 ft 9 in (11,49 m)
- Sải cánh: 38 ft 10,5 in (11,86 m)
- Chiều cao: 11 ft 8 in (3,57 m)
- Trọng lượng rỗng: 8.300 lb (3.775 kg)
- Trọng lượng cất cánh tối đa: 15.100 lb (6.865 kg)
- Động cơ: 1 × Allison J33-A-35 kiểu turbojet, 5.400 lbf (23 kN)

 Hiệu suất bay 
- Vận tốc cực đại: 600 mph (970 km/h)
- Tầm bay: 1.275 mi ferry (2.050 km)
- Trần bay: 48.000 ft (14.600 m)

Trang bị vũ khí

- Súng: 2 × súng máy Browning M2 0.50 in (12,7 mm) với 350 rpg (cho AT-33)
- Giá treo: 2 tải được 2.000 lb (907 kg) bom hoặc rocket